# 13249 Marcallen
13249 Marcallen eller 1998 MD38 är en asteroid i huvudbältet som upptäcktes den 18 juni 1998 av LONEOS vid Anderson Mesa Station. Den är uppkallad efter astronomen Marc Allen.
Asteroiden har en diameter på ungefär 21 kilometer.